# グノシエンヌ
『グノシエンヌ』（Gnossiennes）は、エリック・サティが1889年から1891年と1897年に作曲したピアノ曲。サティが24歳の時に作曲した第1番から第3番の3曲は「3つのグノシエンヌ」として有名である。

## 概要
題名は、従来は古代ギリシアのクレタ島にあった古都クノーシスに由来するというのが定説だった。しかし、グノーシス派に由来したサティによる造語であると説明する人もいる。
サティが生前に「グノシエンヌ」の題名で発表したのは、「3つのグノシエンヌ」(グノシエンヌ第1番、第2番、第3番)の3曲のみである。サティの死後、他に3曲が発見され「グノシエンヌ」の題名で出版されたが、自筆譜に「グノシエンヌ」の題名が書かれていたわけではなく、作曲時期や曲の傾向から「グノシエンヌ」と勝手に命名されたにすぎない。
古代ギリシャの詩の脚韻を踏んだリズムが伴奏部に使われている。
「3つのグノシエンヌ」には、プーランクによるオーケストラ編曲版(1946年編曲)が存在する。

## 曲の特徴
『ジムノペディ』よりも東洋的な雰囲気は、1889年のパリ万国博覧会で民族舞踊合唱団を通じて知ったルーマニア音楽の影響だと言われている。「思考の端末で」「うぬぼれずに」「頭を開いて」等、この曲の演奏者への助言として付された奇妙な注意書きがある。

### 第1番
1890年作曲。拍子記号も小節線もなく、音楽と時間に対するサティの自由な思考が窺える。「思考の隅で…あなた自身を頼りに…舌にのせて」などと書き込まれている。

### 第2番
1890年作曲。第1番と同様に小節線を持たず、バスの一定の音形の上にのびやかな旋律が歌われる。楽譜には「外出するな…驕りたかぶるな」といった注意書きがみられる。

### 第3番
1890年作曲。増2度が多用された旋律が、東洋風の響きを醸しだしている。「先見の明をもって…窪みを生じるように…ひどくまごついて…頭を開いて」といった書き込みが暗示的。

### 第4番
1891年1月22日の日付が自筆譜に書かれている。冒頭に「ゆっくりと」の指示がある。他の「グノシエンヌ」とは異なり、左手はアルペジオによる伴奏である。サティの死後発見され、ロベール・キャビーの手で1968年にサラベール社から出版された。

### 第5番
自筆譜に1889年7月8日の日付が書かれている。6曲の中で最も早期の作品。「モデレ」(中庸の速度で)の指定があり、
他の「グノシエンヌ」と異なりこの曲にのみ小節線が書かれている。作曲時期に開催されていた、1889年のパリ万国博覧会でジャワのガムラン音楽とルーマニアやハンガリーの音楽から霊感を受けて作曲されたと言われている。サティの死後発見され、ロベール・キャビーの手で1968年にサラベール社から出版された。自筆譜の裏には、サティが採譜したとみられる「ハンガリーの歌」が写譜されている。

### 第6番
1897年1月作曲。サティの死後発見され、1968年にサラベール社からキャビーの手で出版された。この曲のみ、他のグノシエンヌとは曲想が明らかに異なり、むしろ『逃げ出させる歌』や『ひねくれた踊り』によく似ている。他の5曲と同様、反復されるリズムに乗って詩情あふれる旋律がたゆたうように歌われる。

## 第7番について
元々は1891年に付随音楽『星たちの息子』の曲として作曲され、現在では「梨の形をした3つの小品」の第1曲として知られる曲は、途中で「グノシエンヌ」とタイトルを変えられた経緯があることから最近では「グノシエンヌ 第7番」として演奏会やCD等で紹介される場合がある。

## 使われた作品など
- テレビドラマ
  - 名探偵ポワロ - 第50話「五匹の子豚」に編曲された第1番が用いられている。
  - 相棒 シーズン６- 第19話「黙示録」に第1番が用いられている。
  - 熱海の捜査官 - 第1話から最終話の随所に第1番が用いられている。
  - クイーンズ・ギャンビット - シーズン1・第2話にて登場人物が第1番を演奏している。
- ゲームソフト
  - 太鼓の達人 - 課題曲「サーフサイド・サティ」の一部にアレンジされたものが収録されている。
- 日本映画
  - その男、凶暴につき - 冒頭の主人公が橋を歩いてくるシーンをはじめ作品全体を通じて用いられている。
  - あみこ
- アニメーション映画
  - 涼宮ハルヒの消失 - 劇中にて第2番と第3番を使用。サウンドトラックには未使用の第1番も収録されている
  - ディリリとパリの時間旅行 - 作中にサティ自身が登場し、第1番を演奏する。と、居合わせたショコラ（フランス語版）が即興で踊ってみせる。
- CM
  - アルコンの生感覚レンズ - 第3番を使用。
- テレビドラマ

イギリスBBC Oneによる2020年製作
アガサ・クリスティー　
蒼ざめた馬「前編」第1番が用いられている。

### 注
1. ↑  世界の諸現象を善と悪の2つの神によって説明しようとする善悪2神論の宗教諸派のこと。グノーシスはギリシア語で「知る」「知識」(Γνωρίστε：発音は "Gnoríste" グノリステ)を意味する。宗教学では「覚知」と訳されている。
2. ↑  以前は作曲時期に関して、1892年説(アンヌ・レエ)と1897年説(R.ベリシャ)があったが、その後レエは1892年説を捨てたので、1897年説が一般的に信じられていた[8]。秋山邦晴が自筆譜(パリ国立図書館蔵)を確認したところ、1897年1月の日付が書かれていたとのことである[9]。
3. ↑  共に3曲からなっており、それぞれが『冷たい小品集』に収められている。『ひねくれた踊り』は『ゆがんだ踊り』[10]とか『まがった踊り』[7]と訳されることもある。